# Gateway National Recreation Area
Pour les articles homonymes, voir Gateway.
La Gateway National Recreation Area est une zone récréative américaine classée National Recreation Area. Créée le 27 octobre 1972, elle protège 108 km2 à New York et dans le comté de Monmouth, au New Jersey.